# Красотки (род)
Красотки (лат. Calopteryx) — род стрекоз, принадлежащих к семейству Красотки.

## Описание
Тело металлически блестящее. Крылья большинства видов могут быть почти целиком окрашенными или на них могут иметься синие пятна и полосы. У самок некоторых видов крылья могут быть прозрачными

## Виды
Род включает в себя:
- Calopteryx aequabilis Say, 1839[6]
- Calopteryx amata Hagen, 1889[6]
- Calopteryx angustipennis (Hagen in Selys, 1853)[6]
- Calopteryx balcanica Fudakowsky, 1930
- Calopteryx coomani (Fraser, 1935)
- Calopteryx cornelia Selys, 1853
- Calopteryx dimidiata (Burmeister, 1839)[6]
- Calopteryx exul Selys, 1853[7]
- Calopteryx haemorrhoidalis (van der Linden, 1825)[8]
- Calopteryx hyalina Martin, 1909[7]
- Calopteryx intermedia Selys, 1887
- Calopteryx japonica Selys, 1869
- Calopteryx laosica Fraser, 1933
- Calopteryx maculata (Palisot de Beauvois, 1805)[6]
- Calopteryx melli Ris, 1912
- Calopteryx mingrelica Selys, 1869
- Calopteryx oberthuri McLachlan, 1894
- Calopteryx orientalis Selys, 1887
- Calopteryx samarcandica Bartenev, 1912
- Calopteryx splendens (Harris, 1780)[9][10]
- Calopteryx syriaca (Rambur, 1842)[7]
- Calopteryx taurica Selys, 1853
- Calopteryx transcaspica Bartenev, 1912
- Calopteryx virgo (Linnaeus, 1758)[9]
- Calopteryx waterstoni Schneider, 1984
- Calopteryx xanthostoma (Charpentier, 1825)[8]

## Распространение
Встречается в Голарктике. Проникает в Ориентальную область в Китае и Вьетнаме. Отсутствует в Индии.